# Bolosoma cavum
Bolosoma cavum är en svampdjursart som beskrevs av Isao Ijima 1927. Bolosoma cavum ingår i släktet Bolosoma och familjen Euplectellidae.
Artens utbredningsområde är havet kring Indonesien. Inga underarter finns listade i Catalogue of Life.